# Nacht und Nebel (Film)
Nacht und Nebel (Originaltitel: Nuit et brouillard) ist ein französischer Dokumentarfilm über die deutschen Konzentrationslager, insbesondere das KZ Auschwitz-Birkenau, und den Holocaust in der Zeit des NS-Regimes. Der Film wurde 1955 von Anatole Dauman auf Initiative der Historiker Olga Wormser und Henri Michel produziert. Die Schirmherrschaft lag beim staatlichen Comité d'histoire de la Deuxième Guerre mondiale (Komitee der Geschichte des Zweiten Weltkriegs). Regie führte Alain Resnais. Die Filmmusik komponierte Hanns Eisler.

## Entstehung
Die Initiative für den Dokumentarfilm geht auf den Réseau du Souvenir zurück, einen 1952 gegründeten Zusammenschluss ehemaliger Deportierter aus der französischen Résistance, der sich dem Wachhalten der Erinnerung an die Deportationen verschrieben hatte. Der Réseau du Souvenir setzte sich in den 1950er-Jahren für einen Gedenktag an die Deportationen, den „Journée du Souvenir de la Déportation“, und für die Errichtung eines Denkmals, des „Memorial des Martyrs de la Deportation in Paris“, ein. Die Historiker Henri Michel und Olga Wormser gaben mit Tragédie de la Déportation im Auftrag des Réseau du Souvenir eine Anthologie mit Augenzeugenberichten Deportierter heraus. Um junge Menschen zu erreichen, sollte schließlich ein Dokumentarfilm mit dem Arbeitstitel Résistance et Déportation gedreht werden. Im November 1954 gaben Wormser und Michel anlässlich der Eröffnung der Ausstellung Résistance, Libération, Déportation den Plan bekannt. Michel kontaktierte dazu den Produzenten Anatole Dauman, der zunächst an Nicole Vedrès und dann an Alain Resnais herantrat.
Bei dem Film sollten Archivmaterial, Dokumente und Schaubilder einerseits mit Filmaufnahmen vor Ort in Struthof, Mauthausen, Auschwitz-Birkenau und Majdanek kombiniert werden. Letztlich wurde mit erheblicher finanzieller Unterstützung der polnischen Regierung nur in Auschwitz-Birkenau und Majdanek gedreht. Die historischen Aufnahmen wurden hauptsächlich von polnischen Archiven und aus den Sammlungen des Centre de documentation juive contemporaine gestellt. Aufnahmen von einer Deportation aus dem Lager Westerbork nach Auschwitz sowie von der Befreiung des KZ Bergen-Belsen stammten aus niederländischen Archiven. Wormser und Michel fungierten als historische Berater. Sie schrieben auch das erste Exposé, das auf der Konzeption ihrer Anthologie beruhte. Resnais schrieb in enger Abstimmung mit Wormser ein Drehbuch.
Alain Resnais hatte von Anfang an darauf bestanden, den Film mit dem Schriftsteller und Widerstandskämpfer gegen den Nationalsozialismus Jean Cayrol zu drehen. Als Mitglied der französischen Widerstandsbewegung war Cayrol im Juni 1942 verhaftet, im März 1943 in das KZ Mauthausen deportiert und ab April 1943 im KZ Gusen inhaftiert worden. Nach seiner Rückkehr nach Frankreich 1945 hatte er eine Gedichtsammlung unter dem Titel Poèmes de la Nuit et du Brouillard (ins Deutsche übersetzt: Gedichte der Nacht und des Nebels) herausgegeben, in denen er seine Zeit in der Résistance und im KZ verarbeitete. Cayrol schrieb den Kommentar. In der deutschen Fassung war Paul Celan für die Texte verantwortlich. Im Film verwandte Resnais Wochenschaudokumente der Alliierten von der Befreiung von Auschwitz und anderer KZ. Im September–Oktober 1955 unternahm er eine Reise nach Polen, um weiteres dokumentarisches Material zu sichten und um in Auschwitz und Majdanek mit seinem Kameramann Ghislain Cloquet die Aufnahmen in Farbe zu drehen, die im Film mit den Schwarzweißaufnahmen der Wochenschauen kontrastieren. Sie nahmen den verfallenden Zaun und die maroden Gebäude auf: 

„Sie filmten das Gras, das nun zwischen den Gleisen wuchs, den verrosteten Stacheldraht der Elektrozäune, die Risse in den Betonmauern der Gaskammern und vor allem die zu regelrechten Bergen aufgehäuften Schuhe und Brillen der Ermordeten – darunter auch die Berge der Haare, die man ihnen abgeschnitten hatte, um Filzdecken daraus zu fertigen. Diese Bilder machten möglich, was keiner Einbildungskraft vorher gelungen war: sich den Tod von Millionen Menschen vorzustellen. Die Bilder der Leichenberge hatten die Zuschauer sprach- und fassungslos gemacht, die Bilder der Berge von Brillengestellen dagegen berührten sie.“

## Inhalt
Der Film ist in fünf Abschnitte gegliedert, die auf eine Einleitung folgen: Thematisiert werden die Errichtung der KZs, die Deportationen, die Hierarchie der Häftlinge, die Lebensverhältnisse, Terror und die Zwangsarbeit im Lager, die medizinischen Experimente sowie die Morde in den Gaskammern und die Verwertung der Leichen. In einem Schlussteil wird nach der Bedeutung des Dargestellten für die Zuschauer gefragt. Der Titel des Films bezieht sich auf Adolf Hitlers „Nacht-und-Nebel-Erlass“ vom 7. Dezember 1941, der die Besatzungsbehörden in Frankreich, Belgien, Luxemburg, den Niederlanden und Norwegen anwies, des Widerstands verdächtige Personen heimlich verschwinden zu lassen.
Die französische Regierung setzte durch, dass originales Bildmaterial aus dem Lager Pithiviers manipuliert werden musste. Ein französischer Polizist, der die jüdischen, zur Deportation nach Auschwitz bestimmten Gefangenen bewachte und an seiner Uniform deutlich erkennbar war, musste daher am Bildrand geschwärzt werden. Das entsprach der französischen Regierungslinie bis in die 1990er Jahre, eine unter der deutschen Besatzung erfolgte aktive Kollaboration der Beteiligung am Holocaust zu leugnen.

## Künstlerische Form

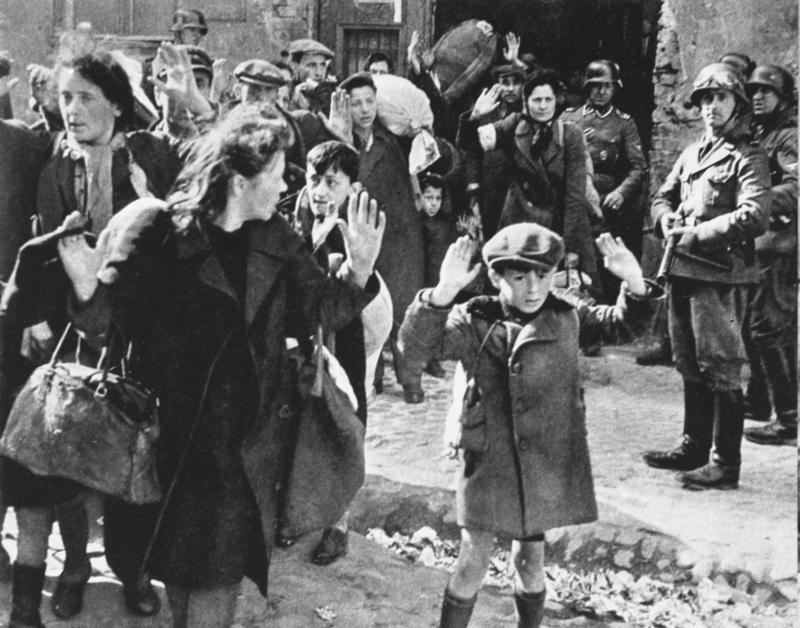
Einstellung 35: Das Foto des Jungen aus dem Warschauer Ghetto

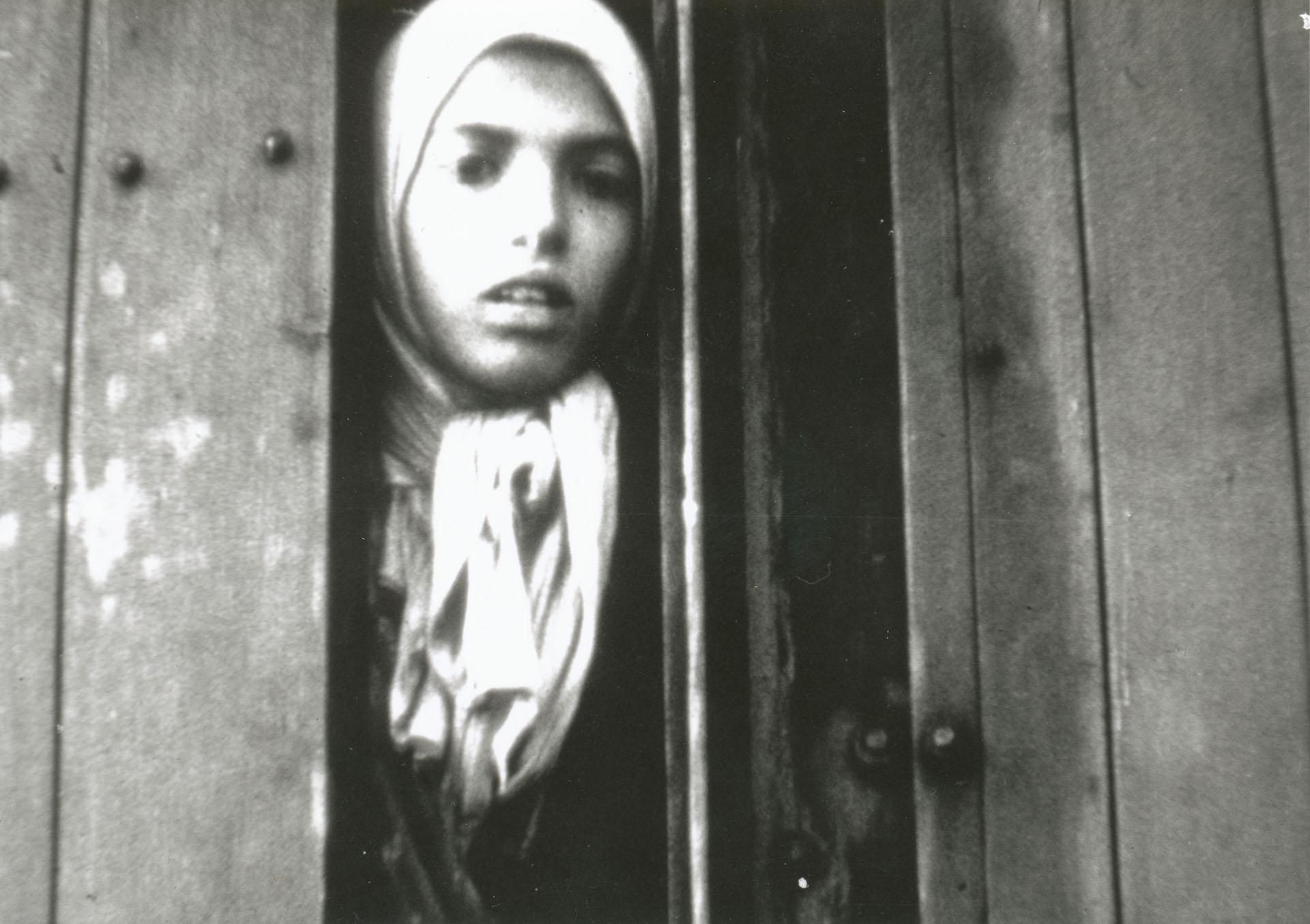
Einstellung 61: Anna Maria Settela Steinbach, am 19. Mai 1944, in der Waggontür eines Zuges aus dem Durchgangslager Westerbork in das KZ Auschwitz-Birkenau

Nuit et brouillard dauert 32 Minuten und kombiniert Filmmaterial unterschiedlicher Herkunft:
Ausschnitte aus dem Filmmaterial, die die Alliierten bei der Befreiung der Konzentrationslager gedreht hatten (und das zum Teil bereits in dem Film Die Todesmühlen von 1945 zu sehen war), Fotografien aus französischen, niederländischen und polnischen Archiven und Museen, Ausschnitten aus Wanda Jakubowskas Spielfilm Die letzte Etappe und aus Leni Riefenstahls Triumph des Willens sowie Resnais’ eigene Filmaufnahmen, die er in den ehemaligen Lagern Auschwitz und Majdanek gemacht hatte: langsame Kamerafahrten durch die menschenleeren, verfallenden Relikte der Vernichtungslager, die er auch in Passagen einsetzt, zu denen ihm kein historisches Bildmaterial vorliegt. Auch schockierende Bilder, wie das des Schaufelbaggers, der nach der Befreiung des KZ Bergen-Belsen ausgezehrte Leichen in ein Massengrab schiebt, werden ab der Hälfte des Films gezeigt, sie steigern sich im letzten Drittel.
Die Filmmusik von Hanns Eisler ist eindringlich und jeweils auf die Bildsequenzen in Schwarzweiß und Farbe abgestimmt. Eislers Inspiration zur Musik war der Monolog von Horatio aus Hamlet, den er in Karl Kraus’ Weltgericht aus dem Jahr 1919 gelesen hatte. Die Leitung der Einspielung von Eislers Komposition für den Film lag bei Georges Delerue.
Zu den Bildern des Films wird aus dem Off der Text des französischen Schriftstellers Jean Cayrol gesprochen. Der poetische Monolog erinnert an die Alltagswelt der Konzentrationslager, die dort erlebte Quälerei, Demütigung, an Terror und Vernichtung. Die deutsche Übersetzung stammt von Paul Celan; sie weicht aus poetischen Gründen manchmal vom Original ab und blieb für Jahrzehnte die einzige gedruckte Version. Gesprochen wurde der Text von Kurt Glass. Daneben gab es eine DDR-Fassung des Films, deren Übersetzung von Henryk Keisch stammte, gesprochen von Raimund Schelcher. Erst 1997 wurde der französische Filmtext gedruckt.
Die Kombination von Bildern in Farbe und Schwarzweiß, Musik und Kommentar lässt den Film nach Ansicht des Kulturwissenschaftlers Sven Kramer über einen Dokumentar- oder Kompilationsfilm hinausgehen: Er nennt ihn einen „Essayfilm über die Lager und die Erinnerung an sie,“ ein „Kunstwerk, das seit den 1950er Jahren mehrere Generationen von Zuschauern schockierte, provozierte und verstörte“.

## Aufführungsgeschichte
Mehr als 10 Jahre nach dem Ende des Zweiten Weltkriegs – mitten im Kalten Krieg – war der Film im Dezember 1955 fertiggestellt. Vertreter der deutschen Botschaft sahen ihn vorab bei einer Privataufführung in Paris. Der Produzent empfand ihre Reaktion auf den Film als „eisig“. Im Januar 1956 erhielt dieser den französischen Jean-Vigo-Preis und wurde im März einstimmig als französischer Beitrag für die Filmfestspiele von Cannes im April nominiert.
Daraufhin verlangte die Bundesregierung mit einem Brief des deutschen Botschafters von Maltzahn in Paris an den französischen Außenminister Christian Pineau die Absetzung der Kandidatur: Man habe im Prinzip nichts gegen die filmische Darstellung von NS-Verbrechen einzuwenden; aber nach den Bestimmungen der Festspiele sollten die Filme in Cannes zur Freundschaft zwischen den Völkern beitragen und nicht das Nationalgefühl eines Landes verletzen. Dieser Film werde die Atmosphäre zwischen Franzosen und Deutschen vergiften und dem Ansehen der Bundesrepublik schaden. Das Filmfestival von Cannes sei daher nicht das geeignete Forum für einen solchen Film. Denn gewöhnliche Zuschauer seien nicht fähig, zwischen den verbrecherischen Führern des NS-Regimes und dem heutigen Deutschland zu unterscheiden.
Daraufhin strich das französische Auswahlkomitee für die Filmfestspiele den Film am 7. April 1956 von seiner Vorschlagsliste. Dies löste anhaltende Proteste in Frankreich ebenso wie in der Bundesrepublik aus. Es kam zu einer monatelangen leidenschaftlichen öffentlichen Debatte. In Frankreich nahmen Organisationen der Widerstandskämpfer und Deportierten und Persönlichkeiten des kulturellen Lebens wie Jean Cayrol kritisch Stellung; Bernard Blier verlangte vom zuständigen Handelsminister Maurice Lemaire Aufschluss über die deutsche Einmischung, dieser erlaubte darauf die Vorführung außerhalb des Programms am 29. April in Cannes, am Vorabend des „Nationalen Gedenktages für die Deportierten“. In der Bundesrepublik protestierten prominente Autoren gegen das Vorgehen der Bundesregierung, darunter Alfred Andersch, Heinrich Böll, Hans Georg Brenner, Walter Dirks, Wolfgang Hildesheimer, Eugen Kogon, Ernst Kreuder, Erich Kuby, Hans Werner Richter und Paul Schallück. Der NDR sendete ihre Stellungnahme während der Festspiele am 16. April.
Im Deutschen Bundestag verlangte die SPD eine aktuelle Fragestunde zu dem Vorgang. Befragt nach den Gründen der Intervention, antwortete Staatssekretär Hans Ritter von Lex am 18. April 1956, Cannes sei nicht „der rechte Ort… um einen Film zu zeigen, der nur allzuleicht dazu beitragen kann, den durch die nationalsozialistischen Verbrechen erzeugten Hass gegen das deutsche Volk in seiner Gesamtheit wieder zu beleben.“
In ausländischen wie bundesdeutschen Medien wurde das Verhalten der Bundesregierung und des französischen Auswahlkomitees fast einhellig abgelehnt. Die Londoner Times schrieb am 2. Juni 1956:

„Es ist schwer, etwas anderes als Zorn denjenigen gegenüber zu empfinden, die diese feierliche und schreckliche Elegie zurückzogen.“

Am 29. Juni 1956 wurde der Film in Bonn vor 700 eingeladenen in- und ausländischen Pressevertretern, Bundestagsabgeordneten, Beamten und Angestellten einiger Ministerien und Studenten gezeigt. Die Initiative dazu ergriff die Europäische Zeitung, das Organ der deutschen Jugend für Europa in der Europäischen Bewegung. Die Besucher erhielten Fragebögen mit Bewertungsmöglichkeiten:
- ob der Film als objektiv, tendenziös und antideutsch empfunden werde
- ob die Erinnerung an die Naziverbrechen dringend notwendig, überflüssig oder schädlich sei
- ob der Film einen heilsamen Schock auslöse, die Zuschauer gleichgültig lasse oder abstoße
- ob er möglichst vielen, nur ausgewählten Kreisen oder überhaupt nicht zugänglich gemacht werden solle.

Als deutsche Erstaufführung gilt der 1. Juli 1956 im Capitol Cinema in West-Berlin, zur gleichen Zeit wurde er im Rahmen des 8. Internationalen Filmtreffens in Bad Ems gezeigt.
Am 4. Juli schrieb der Kölner Stadt-Anzeiger zu den von seinem Korrespondenten beobachteten Publikumsreaktionen, darunter vielen ehemaligen KZ-Häftlingen:

„Wenn irgendwo, so hätte es hier zu einer antideutschen Demonstration kommen müssen. Man hätte es sogar kaum übelnehmen können. Aber nichts dergleichen geschah. Die französischen Besucher machten nicht den Fehler, den ihnen die Bundesrepublik Deutschland eigentlich empfohlen hatte, als sie durch den Protest die Darstellung der Greueltaten des Dritten Reiches als aktuellen Vorwurf gegen Deutschland überhaupt betrachtete.“

Am 1. August 1956 berichtete die Zeitung Le Monde ausführlich über den Brief der deutschen Botschaft und das Ergebnis der Umfrage von der Bonner Vorführung, an der sich 412 der 700 eingeladenen Besucher beteiligt hatten:
- 376 der 412 Zuschauer hielten den Film für objektiv und gerecht; 14 empfanden ihn als tendenziös und sieben als antideutsch.
- 347 Zuschauer hielten es für dringlich, ihn in Deutschland zu zeigen, 40 für unnütz und neun für schädlich.
- 222 glaubten, dass er in Deutschland begrüßt würde, 41 an eine zurückhaltende, 38 an eine gleichgültige Aufnahme, 37 an Ablehnung.
- 263 Zuschauer sprachen sich für eine weite Verbreitung des Films aus, 106 für eine eingeschränkte; lediglich elf waren gegen jede Vorführung.

Die Neue Zürcher Zeitung kommentierte die Gründe der Bundesregierung am 8. August als Ausdruck einer „überängstlichen und jedenfalls schwer verständlichen Sorge“. Daraufhin wurde der Film in weiteren deutschen Städten, darunter Berlin-West, Hamburg, München, Düsseldorf und Hannover, vor geladenem Publikum gezeigt.
Überall waren die Aufführungssäle überfüllt, und der Film löste tiefe Bewegung aus. Die Rhein-Neckar-Zeitung schrieb dazu am 12. Februar 1957: „Man wird diesen Film nie vergessen. Jeder sollte ihn sich ansehen.“
Im Herbst 1956 führten die Voraufführungen und Umfragen dazu, dass sich das Presse- und Informationsamt der Bundesregierung und die Bundeszentrale für Heimatdienst die Rechte für die nichtgewerbliche Nutzung sicherten und über 100 Kopien kostenlos zur Verfügung stellten. Seit Dezember 1956 wurde der Film – in der im November fertiggestellten Version mit dem Text Paul Celans – auch kommerziell verliehen und u. a. in über 60 Theatern Berlins sowie ungezählten Matinee- und Sonderveranstaltungen gezeigt.
Anfang Mai 1957 beschloss die Landesbildstelle Baden-Württemberg, den vom Kultusministerium zur Vorführung an höheren Schulen empfohlenen Film abzulehnen. Die Süddeutsche Zeitung berichtete darüber am 3. Mai:

„Das Gremium war der Auffassung, dass der Film aus pädagogischen Gründen den Jugendlichen, die den Krieg selbst nur in vager Erinnerung haben, nicht zugemutet werden könne.“

Die Allgemeine Wochenzeitung der Juden in Deutschland schrieb dazu am 17. Mai:

„Gerade weil die eigenen Erinnerungen so ‚vage‘ sind wie der Stuttgarter Gutachterausschuß betonte, muß konkretes Wissen vermittelt werden – nicht um die Sünden der Väter zu enthüllen, sondern um die Kinder davor zu bewahren, den gleichen Weg des Unrechts und der Menschenverachtung zu gehen.“

Die vom DEFA-Studio für Synchronisation produzierte Filmversion mit dem Text von Henryk Keisch war, nach längeren Auseinandersetzungen mit der französischen Produktionsfirma, erst Mitte 1960 fertiggestellt. Sie kam in der DDR im Zeitraum bis 1963 im Wesentlichen bei Veranstaltungen des Komitees der Antifaschistischen Widerstandskämpfer und bei Gedenkveranstaltungen in Buchenwald sowie später bei einzelnen Anlässen zum Einsatz.
Über das Datum der ersten Ausstrahlung des Films im deutschen Fernsehen existieren unterschiedliche Angaben. Am wahrscheinlichsten ist das Datum 18. April 1957, an dem der Film vermutlich zuerst im Programm des Bayerischen Rundfunks gezeigt wurde. (Anm.) Am 9. November 1978, dem 40. Jahrestag der Reichspogromnacht, zeigte das ZDF den Film im Rahmen eines Programms, das weitgehend diesem Anlass gewidmet war.
Der Film trug dazu bei, das verbreitete Schweigen der bundesdeutschen Nachkriegsgesellschaft über den Holocaust zu durchbrechen. In mehreren Bundesländern wurde er fester Teil des Curriculums an den Schulen.
Israel
Auch in Israel durfte der Film auf Betreiben der Filmzensurbehörde und des Gewerkschaftsbundes Histadrut zunächst nicht gezeigt werden. Die Freigabe erfolgte erst 1958, und die ersten öffentlichen Vorführungen des Films, meist in städtischen Filmklubs oder Kibbuzzim, fanden sogar erst ab 1960 statt. Das Echo in der israelischen Presse war gespalten; viele Kommentatoren kritisierten, dass der Film nicht ausreichend auf die jüdischen Opfer und die historische Dimension des Holocaust hinweise.

## Kritiken
„Resnais Dokumentarfilm ist eines der wichtigsten filmischen Werke über die deutschen Konzentrationslager. Mit größter stilistischer Zurückhaltung und einer äußerst sensiblen deutschen Fassung durch Paul Celan wird eine Darstellung des Grauens erarbeitet, in der die zeitgenössische Wirklichkeit von Auschwitz/Birkenau mit den Dokumenten der Alliierten Wochenschau-Bilder konterkariert wird. Ein Film aus der Erinnerung des Nichtschilderbaren heraus: Er antizipiert die Unmöglichkeit, den Holocaust zu dramatisieren und desavouiert alle wohlfeilen Versuche, die Geschichte dieser Monstrosität ‚zu erzählen‘.“

Es gab an dem Film auch Kritik, die dessen Intentionen vollkommen unterstützte, die gewählten Mittel (z. B. die Bilder der Bulldozer, die die leblosen Körper in eine Grube schieben) aber ablehnte, da den Opfern auch in ihnen keine Individualität zugesprochen werde. Beispielhaft für diese Kritik die Sicht von Armand Gatti:

„Mich stört nicht nur, daß es sich um ein fälschlich typisiertes Bild von der Vernichtung handelt, weil […] die Wahrheit der Vernichtung gerade in der Nicht-Existenz solcher Bilder besteht. In der Logik des nationalsozialistischen Vernichtungsprozesses mußten alle Spuren verwischt werden. Alles verlief ordentlich und streng geregelt. Die Bilder … drücken einen, wenn auch realen, Aspekt der Grausamkeit des Lagers aus, einen Aspekt, der jedoch nicht im Zentrum des Vernichtungsprozesses steht. Das eigentlich Inakzeptable an diesen Bulldozern ist, daß sie allen Opfern genau das verweigern, was ihnen auch die Nazis nicht gewähren wollten, nämlich eine Bestattung. Sie sind nur noch Körper, ›Figuren‹. Welche Erinnerung kann es für die Nachkommen jener so übereinander geschichteten Männer und Frauen geben? Alles verliert sich in der Uniformität und Anonymität des Grauens.“

## Rezeption
- Uwe Johnson: Jahrestage (1970). Die aus Deutschland nach Amerika emigrierte Hauptfigur, Gesine Cresspahl, sieht den Film am 10. März 1968 in einem New Yorker Filmclub. Über die erinnerten Eindrücke heißt es: „Die Bilder des Hungers, der Erniedrigung, Tote im elektrischen Zaun, das Kinderheim, die Gaskammer, die Verwertung der Reste durch die Industrie. Die nach dem Krieg gemachten Aufnahmen stark rötlich von den Ziegeln der Wände. Wieder das gefürchtete Bild mit der blanken breiten Pflugschar der Alliierten, die die Leichen ins Grab in die Grube schiebt und schaufelt. Die Leichenfelder. Die Verbrennstapel.“ Nach dem Film, wieder zurück bei den New Yorker Freunden: „Es sind gute Freunde von mehreren Jahren. Sie sehen mich, und sie denken an die Verbrechen der Deutschen. Ohne die Absicht der Kränkung. Es ist ihnen selbstverständlich, natürlich. So verhält es sich.“[29]
- Margarethe von Trotta: Die bleierne Zeit (1981). Die beiden Hauptfiguren, die Schwestern Juliane und Marianne, sind angelehnt an die Biografien von Christiane und Gudrun Ensslin. Als Jugendliche sehen sie den Film bei einer Vorführung in einem Jugendheim. Die Szene beginnt, als ein längerer Ausschnitt aus dem Ende von Nacht und Nebel läuft. Irgendwann können sie die Bilder nicht mehr ertragen. Marianne verlässt den Raum, muss sich auf der Toilette übergeben und weint. Juliane, auch sie weinend, folgt ihr.[30]
- Christian Petzold: Die innere Sicherheit (2000). Hier ist es die Tochter eines Terroristenpaares, die in den 1990er Jahren die letzte Szene des Films Nacht und Nebel sieht. Das Mädchen wird scheinbar von dem Film weit weniger berührt als das Mädchen in von Trottas Film.[31]

Der Regisseur Volker Schlöndorff, der den Film als Schüler während eines Gastaufenthalts in einem Internat in der Bretagne sah, erinnert sich an dieses erste Sehen von Nacht und Nebel: „Natürlich hatte ich von den Lagern gehört, an eine konkrete Beschreibung, an Bilder oder Zahlen über den Holocaust kann ich mich aus dem Geschichtsunterricht in Wiesbaden nicht erinnern. Dieses Thema war im Adenauer-Deutschland tabu, an den Schulen, wie in der Gesellschaft. Deshalb war ich dem Schrecken der Bilder, die ich nun sah, weder geistig noch sonst wie gewachsen. Die damalige Wirkung von Nacht und Nebel ist heute unvorstellbar. Inzwischen werden diese Bilder ja tatsächlich inflationär, würdelos und wahllos zu Illustrationszwecken benutzt, sogar in Spielfilmen.“
In den 1980er Jahren wurde der Film kritisiert, weil er die Opfergruppe der Juden zu wenig herausstelle. So monierte etwa der israelische Filmwissenschaftler Ilan Avisar, dass der Film weder die direkte Verbindung zwischen Antisemitismus und Auschwitz in den Blick nehme, noch stelle er klar, dass es sich um einen Völkermord am jüdischen Volk handelte. Sven Kramer kommentiert, in seinem Bemühen, den Holocaust zu universalisieren, wirke der Film heute „altertümlich“ und als Lehrfilm ungeeignet. Als Kunstwerk sei er aber herausragend.

## Preise und Auszeichnungen
- 1956: Prix Jean-Vigo
- 1956: Grand prix du cinéma français
- 1961: Nominiert für den United Nations Award der British Film Academy Awards

## Vertriebsformen
- Nacht und Nebel. 31 Min., Absolut Medien, 2015 ISBN 978-3-8488-4045-8 (Ton: Mono, mit englischen Untertiteln)